# جون بي. ستيفنسون
جون بي. ستيفنسون (بالإنجليزية: John B. Stephenson)‏ هو عالم اجتماع أمريكي، ولد في 26 سبتمبر 1937، وتوفي في 6 ديسمبر 1994.